# Finestra ovale
La finestra ovale è una membrana simile al timpano, ma con dimensioni inferiori (circa un ventesimo). Serve a trasmettere le vibrazioni ricevute dalla staffa (che vi si inserisce mediante il legamento anulare) ai liquidi labirintici della coclea dell'orecchio interno.
Essendo i liquidi incomprimibili, il ruolo di questa finestra è compensato da quella rotonda (anch'essa appartenente alla coclea): un'otosclerosi può causare il suo restringimento, portando a condizioni di ipoacusia e sordità.